# کاتارزینا باخلدا-سایروس
کاتارزینا باخلدا-سایروس (انگلیسی: Katarzyna Bachleda-Curuś؛ زادهٔ ۱ ژانویهٔ ۱۹۸۰) اسکیت‌باز سرعت اهل لهستان است.